# Oum El Assel
Oum El Assel là một đô thị thuộc tỉnh Tindouf, Algérie. Dân số thời điểm năm 2002 là 1.794 người.